# Hans Victor von Unruh
Hans Victor von Unruh (ur. 28 marca 1806 w Tylży, zm. 4 lutego 1886 w Dessau) – polityk niemiecki.
Od 1839 pełnił funkcję radcy rządowego i budowlanego w Gumbinie, a od 1843 w Poczdamie. Od 1844 kierował budową drogi kolejowej Poczdam-Magdeburg, następnie Magdeburg-Wittenberga, w 1848 został wybrany do zgromadzenia narodowego pruskiego. W latach 1863–1867 był wiceprezesem izby poselskiej. Był jednym z twórców stronnictwa postępowego następnie Partii Narodowo-Liberalnej.